# Scotty Bowman

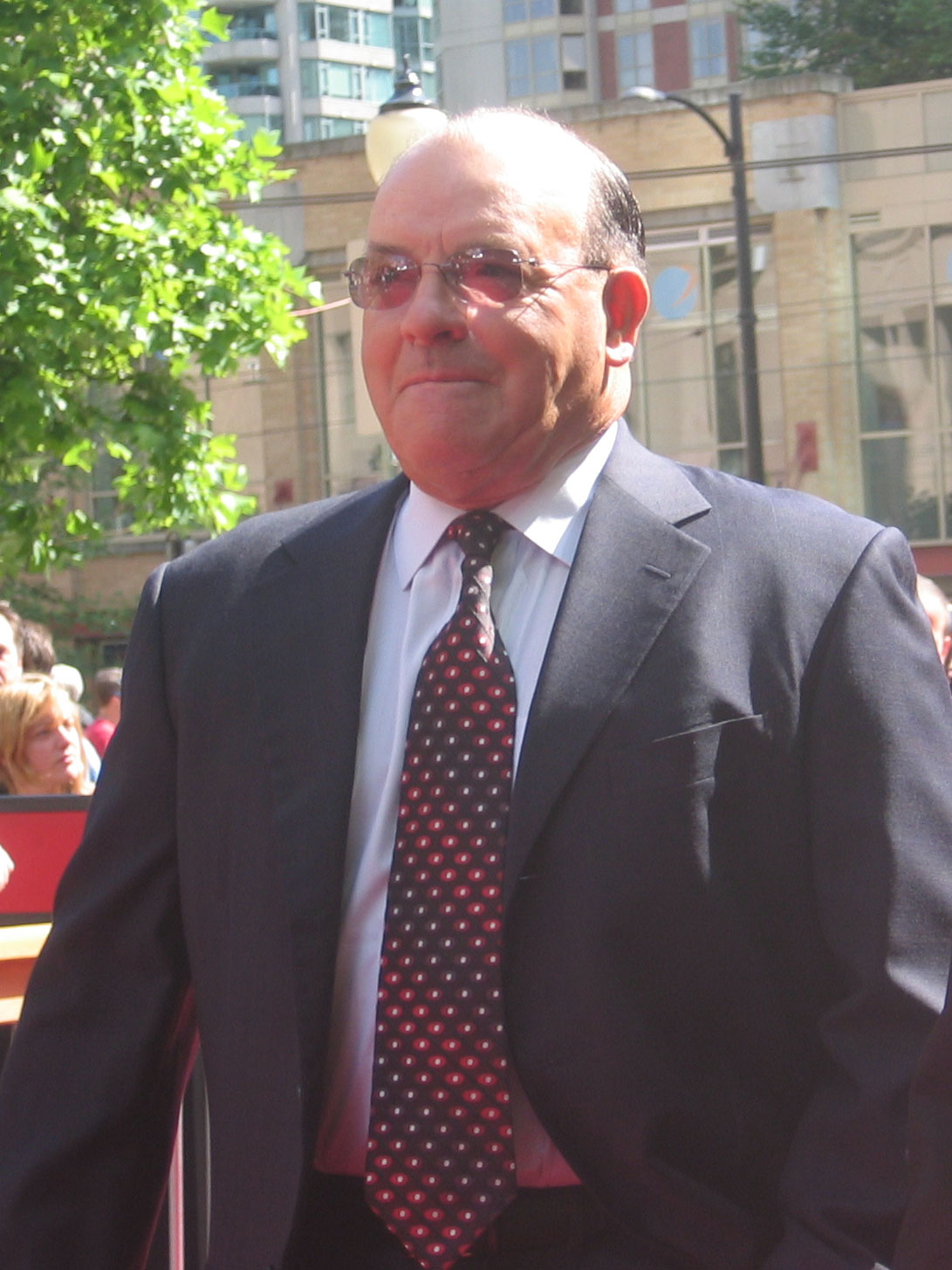
Scotty Bowman 2006.

William Scott "Scotty" Bowman född 18 september 1933 i Montréal, Québec, är en kanadensisk före detta ishockeytränare i NHL. Han är den tränare som vunnit flest matcher i NHL med 1244 vinster och 223 vinster i Stanley Cup-slutspelet. 
Bowman var tränare för St. Louis Blues, Montreal Canadiens, Buffalo Sabres, Pittsburgh Penguins och Detroit Red Wings.
Som tränare i NHL har Bowman vunnit nio Stanley Cup. Med Montreal Canadiens 1973, 1976, 1977, 1978 och 1979, med Pittsburgh Penguins 1992 och med Detroit Red Wings 1997, 1998 och 2002. Ingen annan tränare i NHL, MLB, NFL eller NBA har vunnit ligornas respektive mästerskap med tre olika lag.
Scotty Bowman har vunnit Jack Adams Award vid två tillfällen, 1977 och 1996. Den 3 augusti 2007 meddelande Bowman att han går i pension. Numera arbetar han som rådgivare inom Chicago Blackhawks organisation. Bland annat tog Bowman den tjänsten för att få arbeta ihop med sin son Stan Bowman. Stan Bowman är General Manager för Chicago Blackhawks sedan 2009.
Scotty Bowman valdes in i Hockey Hall of Fame 1991.